# Gérard Quintyn
Gérard Quintyn (nascido em 2 de janeiro de 1947) é um ex-ciclista francês que participou nos Jogos Olímpicos de Verão de 1972 em Munique, na corrida de velocidade.